# 空飛ぶネズミ
『空飛ぶネズミ』（そらとぶネズミ、原題：The flying Mouse）は、1934年7月14日にデイヴィッド・ハンド監督によって作られアメリカ合衆国で公開されたシリー・シンフォニー作品の一つで、上映時間は9分。自分自身を大切にするようにとの教訓が込められている。

## スタッフ
- 音楽：フランク・チャーチル、バート・ルイス
- アニメーター：ハミルトン・ルスク、ボブ・クワハラ、ハリー・ベイリー、ボブ・ウィッカーサム
- 背景：カルロス・マンリクイ
- 配給：ユナイテッド・アーティスト・ピクチャーズ、テクニカラー

## 登場キャラクター
ネズミ
主人公。空を飛べる夢をかなえるも、実際はそうでもなかったことに気づく。
蝶々
クモに捕らわれてた蝶。その正体は妖精だった。
クモ
蝶々を食べようとしたクモ。ネズミの攻撃で敗北した。
ネズミの家族
ネズミの家族。空を飛ぶネズミを見て勘当するも、最終的には元に戻ったネズミを見て受け入れた。
鳥たち
鳥の集団。空を飛ぶネズミを見るも落胆し逃げて行った。
蝙蝠たち
洞窟に住んでいる。ネズミを見て嘲笑った。

## キャスト
- 蝙蝠：ビリー・シーツ
- 男性の声：ザ・スリー・リズム・キングス
- 鳥のさえずり：マリオン・ダーリントン
- 笑うねずみ：マーチェリート・ガーナー

なお、日本語吹き替え版では、中尾隆聖が蝙蝠の声を担当した。

## ストーリー
あるところに、小鳥に憧れ空を飛びたがっているネズミがいた。ネズミは装備を作っては特訓するが、失敗ばかりで姉妹にとばっちりを浴びせ、母に怒られてしまう。その度に兄弟に笑われ失意に明け暮れていたその時、蝶がクモの巣に捕らえられているのを見て思わずクモを撃退する。助けたお礼に蝶の正体だった女神はネズミの願いをかなえてやるも、ネズミは家族や周りの小鳥から敬遠されてしまう。しまいには迷い込んだ洞窟の中で出くわした蝙蝠から仲間と勘違いされ泣いてしまう。女神がネズミの翼を取り、自分自身を大切にしなさいと諭した。そしてネズミは元の姿に戻り、飛べなくはなったが家族から歓迎されるのであった。

## 補足
- 本作に登場した女神は、その6年後に公開されたピノキオに登場したブルーフェアリーのコンセプトのもとになった。